# Сен Пиер и Микелон
Сен Пиер и Микелон (на френски: Saint-Pierre-et-Miquelon) е отвъдморска съобщност в състава на Франция, разположена на неголеми острови в Атлантическия океан, на няколко десетки километра на юг от Нюфаундленд. Единствената територия, останала на Франция от бившата колония Нова Франция.

## География
Общата площ на островите е 242 km², като те са разположени на 8 малки острова в северозападната част на Атлантическия океан. По-големи острови са Сен Пиер (26 km²), Лангланд (91 km²) и Микелон (110 km²), други (15 km²). Дължината на бреговата линия е 158 km. Климатът е от северен тип (хладен), омекотен от влиянието на океана. Средната годишна температура е +5° C, а влажността надвишава 80%. Зимата, поради влиянието на океана, е доста мека (средната температура на най-студения месец – февруари е -2,7 °C), докато в Канада е от -10 °C до -5 °C през зимата (120 мразовити дни в годината) и от 10°C до 20°C през лятото. Годишно падат над 1400 mm валежи. През по-голямата част от годината е характерно облачно време с валежи и силен вятър. Мъглата се задържа около 120 дни в годината.
Характеристиките на релефа (многобройни разкрития на кристални скали, стръмни склонове на хълмове, изобилие от камъни, големи площи от дюни и блата) и климата затрудняват растежа на дървесната растителност.

## Население
Въпреки че някои от останките демонстрират присъствието на индианци в архипелага, малко вероятно е да е имало някакви действителни селища, освен риболовни или ловни експедиции. Първото истинско селище датира от втората половина на 17 век и е с френски произход. Традиционното селище възниква в резултат на притока на хора от френските пристанища, главно от норманите, баските, бретонците и сентонджите от Акадия и Нюфаундленд.
Населението на островите е 7000 жители (2005).

### Етнически и религиозен състав
Сенпиерци и микелонци (преселници от Франция) – 98,7 %, други – 1,3 %. Християни – 99,2%, други – 0,8%.

### Официален език
Френски.

### Административен център
Сен Пиер (5,7 хил. жители). Градско население 92%.

## История
В древността островите Сен Пиер и Микелон са обитавали носители на палеоескимоската и дорсетската култура. Открити са през 1520 г. от Жуау Фагундиш, който им дава първоначалното им име „Острови на 11 000-те девици“. През 1535 г. се появяват първите френски заселници. Под контрола на Франция островите попадат през 1763 г. От 1946 са задморска територия на Франция, от 1976 г. – задморски департамент, а от 1985 г. – териториална единица на Франция.

## Държавно устройство
Териториална единица на Франция.
- Глава на изпълнителната власт – префект, назначаван от френското правителство.
- Орган на местно самоуправление – Генерален съвет от 19 членове, избирани за 6 години – 15 са от Сен Пиер и 4 от Микелон.
- В парламента на Франция, Сен Пиер и Микелон са представени от 1 депутат и 1 сенатор.

## Икономика
През 1948 г. са изсечени монети за Сен Пиер и Микелон в деноминации от 1 и 2 франка. Те са в обращение на островите до 1972 г., когато са заменени от същинските френски банкноти. От 2002 г. се използва еврото, като се приемат и плащания в канадски долари от туристи. Според INSEE разходите за живот на архипелага са се повишили с 9,32% между юни 2021 г. и юни 2022 г. В Сен Пиер тази цифра е 5,80%. Горивата са поскъпнали със 72% за година, храните са поскъпнали с 6%
Основата на стопанската дейност е риболовът и преработката на риба. Риболовът, предимно на треска, се извършва от малки кораби в крайбрежните води. Риба и рибни продукти (включително храна за животни) се изнасят в малки количества.
През 1992 г. Франция има граничен спор с Канада за преминаването на изключителната икономическа зона около островите Сен Пиер и Микелон. Международният арбитражен съд взема решение, което е по-благоприятно за канадската страна, а Франция запазва зона от 12 мили от териториални води около островите, в допълнение към тях, още 12 мили морска зона във всички посоки и коридор с ширина 10,5 морски мили (19,4 km), простиращи се на 200 морски мили (370 km) южно от островите. Коридорът е необходим за излизане от владенията на Франция в неутрални води. Общата площ на водната зона, включена в изключителната икономическа зона на Сен Пиер и Микелон, е само 18% от пространството, оспорвано от Франция.
Селското стопанство не е развито поради ниското почвено плодородие и неблагоприятния климат – висока влажност, липса на слънчева топлина и светлина. Местното население отглежда зеленчуци в малки количества за собствена консумация, а в малък мащаб се отглеждат и кокошки, овце и свине. Селското стопанство е много слабо развито, поради най-неподходящата земя и климат. През 90-те години се появяват някои разработки в оранжерията, особено за отглеждане на марули и ягоди. Значителна част от храните, както и промишлените стоки и горивата се внасят. Годишната финансова субсидия от Франция е сравнима по размер с БВП и бюджета на Сен Пиер и Микелон.